# Gian Giacomo Dolcebuono

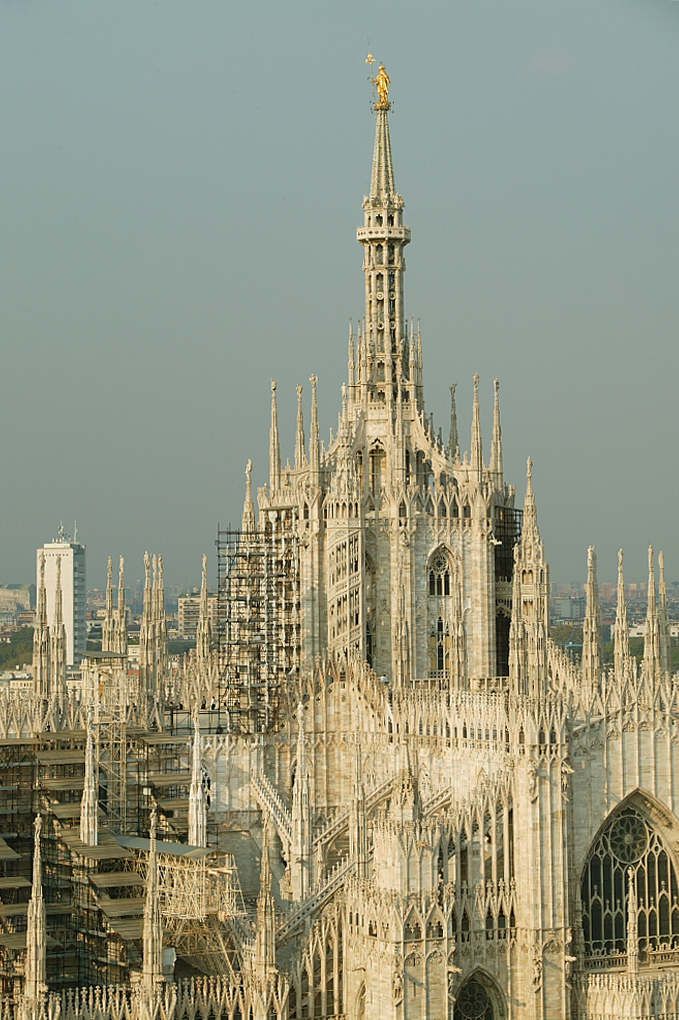
Tiburio del Duomo di Milano

Gian Giacomo Quadri, detto Dolcebuono (Milano, 1445 circa – Milano, 1510), è stato uno scultore e architetto italiano, originario del Canton Ticino.

## Biografia
Apparteneva ad una famiglia con trascorsi artistici, essendo nipote dell'ingegnere Giacomo Antonio Dolcebuono, noto tra l'altro per aver stilato nel 1396 un progetto per la facciata della Certosa di Pavia. Allievo di Giovanni Solari e del fratello di questi Guiniforte, apprese presso la loro bottega le arti. Abbiamo notizie della sua carriera artistica dal 1460.
Nel 1467 lavora per la Fabbrica del Duomo di Milano, ove nel 1472 è tra i maestri all'opera per la realizzazione dell'altare di San Giuseppe e tra il 1490 ed il 1500 realizza cupola e tiburio del Duomo succedendo a Giovanni Nexemperger, nel 1473 decora la cappella della chiesa di Santa Maria presso San Celso. Nel medesimo anno lavora alla Certosa di Pavia, occupandosi delle decorazioni del chiostro maggiore e della facciata, assieme ad altri artisti.
Diventerà con Giovanni Antonio Amadeo co-architetto del Duomo di Pavia in sostituzione del precedente direttore dei lavori Cristoforo Rocchi. Sempre con questi lavorerà dal 1503 alla chiesa di San Maurizio al Monastero Maggiore a Milano; i locali monastici sono oggi sede del cittadino Museo archeologico.
Tra le sue altre opere vi è il Tempio Civico dell'Incoronata di Lodi, del quale sovrintende la realizzazione, la chiesa di Santa Maria presso San Celso ed alcune decorazioni per la milanese chiesa di Santa Maria delle Grazie.